# Colomesus psittacus
Colomesus psittacus és una espècie de peix de la família dels tetraodòntids i de l'ordre dels tetraodontiformes.

## Morfologia
- Els mascles poden assolir 28,9 cm de longitud total.[1][2]

## Alimentació
Menja principalment mol·luscs.

## Hàbitat
És un peix de clima tropical (23 °C-26 °C) i demersal.

## Distribució geogràfica
Es troba a Sud-amèrica: des del Golf de Paria fins al riu Amazones al Brasil.

## Observacions
És inofensiu per als humans.